# Henri Pitot
Henri Pitot, francoski inženir in izumitelj, * 3. maj 1695, Aramon, Gard, Francija, † 27. december 1771, Aramon.
Pitot je deloval na področju hidravlike. Najbolj znan je po izumu Pitot-Prandtlove cevi s katero se lahko merijo hitrosti toka tekočin z znano gostoto.

## Življenje in delo
Začel se je zanimati za pretakanje vode na različnih globinah. Ovrgel je prevladujoče mnenje, da hitrost vode z globino narašča.
V Pitotovi cevi je višina stolpca tekočine sorazmerna s kvadratom hitrosti. To zvezo je Pitot odkril intuitivno leta 1732, ko je moral meriti tok reke Sene.
Zgradil je akvedukt Saint-Clément pri Montpellieru in razširil Pont du Gard v Nîmesu.
Leta 1724 je postal član Francoske akademije znanosti, leta 1740 pa tuji član Kraljeve družbe v Londonu.